# Lidzeja
Lidzeja (vitryska: Лідзея) är ett vattendrag i Belarus.   Det ligger i voblasten Hrodna voblast, i den västra delen av landet, 140 km väster om huvudstaden Minsk.